# Władysław Strojnowski
Władysław Strojnowski (ur. w 1831 roku w Targowicy) – naczelnik wojenny województwa mazowieckiego w powstaniu styczniowym do lutego 1863 roku.
Organizator sił zbrojnych w Rawskiem i Łowickiem, oddziałów Radziwiłłowskich i obozu bolimowskiego. Od 17 stycznia 1863 roku formował oddziały rawsko-brzezińskie w okolicach Rawy oraz oddział łowicki w okolicach Bolimowa. Po połączeniu tych sił stoczył bitwę w obozie bolimowskim.